# Порша (приток Уфтюги)
Порша — река в Вологодской области России, протекает по территории Нюксенского района. Устье реки находится в 36 км по левому берегу реки Уфтюги. Длина реки составляет 104 км, площадь водосборного бассейна — 1190 км².
Исток реки находится в болотистом ненаселённом регионе в 55 км к северо-востоку от села Нюксеница около болота Верхнее Поршинское. Река имеет чрезвычайно извилистое русло, течёт по заболоченным лесам по генеральному направлению на запад, а после устья Паозёрки — на юго-запад. Имеет большое количество притоков, обеспечивающих сток из многочисленных болот региона. Крупнейший приток — Кондас. Ни одного населённого пункта на всём 104-километровом протяжении реки на её берегах нет, лишь в месте её впадения в Уфтюгу стоят деревни Королевская (5 чел., 2010) и Задняя (0 чел., 2010).

## Данные водного реестра
По данным государственного водного реестра России относится к Двинско-Печорскому бассейновому округу, водохозяйственный участок реки — Северная Двина от начала реки до впадения реки Вычегда, без рек Юг и Сухона (от истока до Кубенского гидроузла), речной подбассейн реки — Сухона. Речной бассейн реки — Северная Двина.
Код объекта в государственном водном реестре — 03020100312103000009111.

### Притоки
(расстояние от устья)
- 7 км: река Курсеньга (лв)
- река Малая Пековица (лв)
- река Большая Пековица (лв)
- река Осевица (пр)
- 22 км: река Котлас (лв)
- 23 км: река Кондас (лв)
- 24 км: река Сывоя (пр)
- 38 км: ручей Куковка (пр)
- 54 км: река Паозерка (пр)
- 73 км: река Травянушка (пр)
- река Березовка (пр)